# Max Linder
Max Linder (Saint-Loubès, Gironde, 16 de diciembre de 1883-París, 31 de octubre de 1925) fue un actor cómico francés, de la época del cine mudo.

## Biografía
Su verdadero nombre era Maximilien Gabriel Leuvielle, y creció en una familia judía de cultivadores de vino. Hizo su aparición por primera vez en el cine en el año 1905. Fue el cómico más exitoso de su país y de Europa en el período anterior a la Primera Guerra Mundial y al surgimiento de Charles Chaplin, que reconocería que era discípulo suyo.
Encarnó a un personaje de aspecto distinguido, de atildada vestimenta (lo que le hizo también muy apreciado por el público femenino de aquella época, que más de una vez protagonizó algún tumulto durante sus apariciones), que se veía atrapado en los más insólitos enredos. Su gran éxito lo llevó tan pronto como en 1912 a ser el actor cinematográfico mejor pagado de Francia. Ya incluso por esos tiempos ensayó la dirección de algunas películas, actividad en la que también se mostró igualmente diestro.
Fue llamado a filas por el ejército de su país durante la Primera Guerra Mundial, y en ella, como tantos miles de soldados más, fue víctima de los gases asfixiantes que se utilizaron en la contienda. Su participación en el conflicto le dejó secuelas físicas y emocionales que alteraron su salud y empañaron su carrera cinematográfica posterior. El rumor de su muerte en las trincheras había provocado en su público, en tanto, una verdadera histeria.
En 1916 marchó a los Estados Unidos contratado por los Estudios Essanay, que por entonces también contaban entre su personal a Charles Chaplin, a quien conoció entonces. Sin conseguir el éxito que esperaba, retornó a Francia en 1918.
Protagonizó tres largometrajes en un segundo retorno a Hollywood en 1919, entre ellos L'etroit mousquetaire (conocida en los Estados Unidos como The Three Must-Get-Theres, ambos juegos de palabras con el título de la obra de Alexandre Dumas (padre), Los Tres Mosqueteros. 
De retorno a su país, Max Linder fue dirigido entre otros por Abel Gance en una curiosa película de 1924 que combinaba comicidad y terror: Au secours! (Socorro!), donde pueden apreciarse sus amplias dotes actorales.
Víctima de frecuentes estados depresivos, que lo llevaron al consumo de drogas, hizo un pacto suicida con su esposa, la joven Jean Peters, con la que se había casado en 1923. El 31 de octubre de 1925 Max Linder le abrió las venas a su esposa, antes de hacerlo consigo mismo.
Condenado por las generaciones posteriores a un olvido casi absoluto, la presentación, en 1963, de la película En compagnie de Max Linder, reivindicó su obra a partir de los esfuerzos de su hija Maud Linder. La película, narrada por el famoso director francés René Clair, significó el principio de una justa revalorización que puso a Max Linder entre los grandes nombres del cine mudo.

## Filmografía
En Francia:
- 1905: Dix femmes pour un mari, de Georges Hatot, Lucien Nonguet y Ferdinand Zecca con Max Linder.
- 1905: La première sortie d'un collégien, de Louis J Gasnier con Max Linder.
- 1906: C'est papa qui prend la purge, de Louis Feuillade con Max Linder.
- 1906: Les contrebandiers, de Lucien Nonguet con Max Linder.
- 1906: Le pendu, de Louis J Gasnier con Max Linder.
- 1906: Le Poison - Realizador desconocido con Max Linder.
- 1906: Le premier cigare d'un collégien, de Louis J Gasnier con Max Linder.
- 1906: Lèvres collées - Anónimo
- 1907: Max patineur - Les débuts d'un patineur, de Louis J Gasnier con Max Linder.
- 1907: Le domestique hypnotiseur, de Lucien Nonguet con Max Linder, Blémont, Jacques Vandenne, Meg Villars.
- 1907: Idée d'apache, de Lucien Nonguet con Max Linder.
- 1907: La mort d'un toréador (Un drame à Séville), de Louis J Gasnier con Max Linder.
- 1907: Sganarelle, de Albert Capellani con Max Linder.
- 1907: Une mauvaise vie, de Lucien Nonguet con Max Linder.
- 1907: La vie, de Polichinelle (La légende, de Polichinelle), de Albert Capellani y Lucien Nonguet con Max Linder.
- 1908: Mon pantalon est décousu, de André Heuzé con Max Linder.
- 1908: La rencontre imprévue, de Georges Monca con Max Linder.
- 1908: La très moutarde, de Georges Monca con Max Linder.
- 1908: Une représentation au cinématographe ou Une séance de cinématographe, de Louis J Gasnier con Max Linder.
- 1908: Vive la vie, de garçon, de Max Linder con Max Linder.
- 1908: Max jongleur ou L'obsession de l'équilibre, de Max Linder.
- 1908: Repos impossible ou Mes voisins font danser, de Louis J Gasnier.
- 1909: Avant et...après, de Max Linder.
- 1909: Un mariage forcé
- 1909: La flûte merveilleuse
- 1909: Un coup d'œil à chaque étage
- 1909: La timidité guérie par le sérum, de Max Linder.
- 1909: À qui mon cœur?
- 1909: La vengeance du bottier, de Max Linder.
- 1909: Amoureux, de la femme à barbe - Realizador desconocido con Max Linder.
- 1909: Le baromètre, de la fidélité, de Georges Monca con Max Linder, Jeanne Marnac.
- 1909: Le bridge au plafond (Je bridge au plafond), de Louis J Gasnier con Max Linder.
- 1909: Le chapeau-claque, de Georges Monca con Max Linder.
- 1909: En bombe après l'obtention de son bachot, de Louis J Gasnier con Max Linder.
- 1909: L’ingénieux attentat, de Louis J Gasnier con Max Linder.
- 1909: Je voudrais un enfant, de Max Linder con Max Linder.
- 1909: Kyrelor, bandit par amour, de Louis J Gasnier con Max Linder.
- 1909: Mes voisins me font danser - Realizador desconocido con Max Linder.
- 1909: N'embrassez pas votre bonne - Realizador desconocido con Max Linder.
- 1909: Le pantalon trop court, de Louis J Gasnier con Max Linder.
- 1909: La petite rosse, de Camille, de Morlhon con Max Linder, Arlette d'Umès.
- 1909: Le petit jeune homme, de Louis J Gasnier con Max Linder.
- 1909: Quel est l'assassin? ou Qui a tué Max?  de Louis J Gasnier con Max Linder.
- 1909: Le râtelier de la belle-mère, de Georges Monca con Max Linder.
- 1909: Le soulier trop petit, de Georges Monca con Max Linder.
- 1909: La timidité vaincue, de Louis J Gasnier con Max Linder.
- 1909: Trop aimée - Realizador desconocido con Max Linder.
- 1909: Un chien qui rapporte - Mon chien rapporte, de Louis J Gasnier con Max Linder.
- 1909: Un cross-country original, de Louis J Gasnier con Max Linder.
- 1909: Une campagne électorale, de Louis J Gasnier y Max Linder con Max Linder.
- 1909: Une conquête, de Charles Decroix con Max Linder.
- 1909: Une jeune fille romanesque, de Louis J Gasnier con Max Linder.
- 1909: Une poursuite mouvementée, de Louis J Gasnier con Max Linder.
- 1909: Une séance, de cinématographe, de Louis J Gasnier con Max Linder.
- 1909: Un mariage à l'américaine - Un mariage américain, de Max Linder con Max Linder.
- 1909: Le veston trop étroit, de Louis J Gasnier con Max Linder.
- 1910: Les débuts de Max au cinéma - Max fait du cinéma, de Louis J Gasnier y Max Linder con Max Linder, Georges Monca, Lucien Nonguet, Charles Pathé.
- 1910: Le duel d'un monsieur myope, de Louis J Gasnier con Max Linder.
- 1910: Les effets des pilules, de Max - Realizador desconocido con Max Linder.
- 1910: Mariage au puzzle, de Max Linder con Max Linder.
- 1910: Le mariage de Max (Max se marie), de Lucien Nonguet con Max Linder, Paulette Lorsy, Jacques Vandenne.
- 1910: Max aéronaute - Max aviateur, de Lucien Nonguet con Max Linder.
- 1910: Max a le feu sacré, de Lucien Nonguet con Gabrielle Lange, Max Linder, Jane Renouardt.
- 1910: Les exploits du jeune Tartarin, de Max Linder con Andrée Divonne, Max Linder, Jacques Vandenne.
- 1910: Max célibataire, de Lucien Nonguet con Max Linder.
- 1910: Max champion de boxe, de Lucien Nonguet con Max Linder.
- 1910: Max cherche une fiancée, de Lucien Nonguet con Max Linder.
- 1910: Max et Clancy tombent d'accord, de Lucien Nonguet con Max Linder.
- 1910: Max et la belle négresse (Max et sa belle négresse), de Lucien Nonguet con Max Linder.
- 1910: Max et l'edelweiss, de Lucien Nonguet con Max Linder.
- 1910: Max et le téléphone, de Lucien Nonguet con Max Linder.
- 1910: Max et sa belle-mère, de Max Linder y Lucien Nonguet con Léon Belières, Charles, de Rochefort, Gabrielle Lange, Max Linder, Paulette Lorsy, Pâquerette, Jacques Vandenne.
- 1910: Max et ses trois mariages, de Lucien Nonguet con Max Linder.
- 1910: Max et son rival (Tout est bien qui finit bien), de Lucien Nonguet con Max Linder.
- 1910: Max fait du patinage à roulettes ou Match de boxes entre patineurs à roulettes, de Lucien Nonguet con Max Linder.
- 1910: Max fait du ski, de Louis J Gasnier y Lucien Nonguet con Max Linder, Gabrielle Lange.
- 1910: Max est hypnotisé, de Lucien Nonguet con Max Linder.
- 1910: Max joue le drame, de Lucien Nonguet con Max Linder.
- 1910: Max maîtresse de piano, de Lucien Nonguet con Max Linder.
- 1910: Max manque un riche mariage, de Lucien Nonguet con Gabrielle Lange, Max Linder.
- 1910: Max ne se mariera pas, de Lucien Nonguet con Max Linder, Gabrielle Lange.
- 1910: Max prend un bain, de Lucien Nonguet con Max Linder.
- 1910: Max se trompe d'étage, de Lucien Nonguet con Max Linder.
- 1910: Une bonne pour monsieur, un domestique pour madame, de Lucien Nonguet con Blémont, Max Linder, Jacques Vandenne, Meg Villars.
- 1910: Le cauchemar de Max
- 1910: L'idiot qui se croit Max
- 1910: Petite gosse
- 1910: Ruse de mari
- 1910: Le serment d'un prince
- 1910: Le pacte
- 1910: Soldat par amour
- 1911: L’amour mouillé - Realizador desconocido con Max Linder, Cécile Guyon.
- 1911: La flûte merveilleuse, de Max Linder con Max Linder.
- 1911: Max a un duel, de Max Linder con Max Linder.
- 1911: Max dans sa famille (Max en convalescence), de Max Linder con Max Linder.
- 1911: Max est charitable, de René Leprince y Max Linder con Max Linder, Paulette Lorsy.
- 1911: Max est distrait, de René Leprince y Max Linder con Max Linder.
- 1911: Max et Jane en voyage, de noces, de René Leprince y Max Linder con Max Linder, Jane Renouard.
- 191: Max et Jane font des crêpes (Max cuisinier par amour - Max et les crèpes), de René Leprince y Max Linder con Max Linder, Jane Renouard.
- 1911: Max fiancé (Max a trouvé une fiancée , de Lucien Nonguet con Max Linder.
- 1911: Max se marie, de Max Linder y Lucien Nonguet con Max Linder, Charles, de Rochefort.
- 1911: Max victime du Quinquina, de René Leprince y Max Linder con Max Linder, Gabrielle Lange, Paulette Lorsy, Jacques Vandenne, Lucy D'Orbel, Maurice Delamare, Georges Coquet, Georges Gorby.
- 1911: Par habitude, de Max Linder con Maurice Chevalier, Max Linder.
- 1911: Un marié qui se fait attendre (La mariée récalcitrante), de Louis J Gasnier con Max Linder, Maurice Chevalier.
- 1911: Voisin...voisine, de Max Linder con Max Linder, Paulette Lorsy, Charles Mosnier.
- 1911: Les vacances de Max
- 1911: Max amoureux de la teinturière.
- 1912: Amour tenace, de Max Linder con Georges Gorby, Max Linder, Stacia Napierkowska.
- 1912: Match de boxe entre patineurs à roulettes, de Max Linder con Max Linder.
- 1912: Max amoureux de la teinturière, de Max Linder con Gabrielle Lange, Max Linder, Jane Renouardt.
- 1912: Max bandit par amour, de Max Linder con Max Linder.
- 1912: Max boxeur par amour, de Max Linder con Max Linder, Charles, de Rochefort.
- 1912: Max cocher de fiacre, de Max Linder con Max Linder, Charles, de Rochefort, Gabrielle Lange.
- 1912: Max Linder contre Nick Winter, de Paul Garbagni y Max Linder con Max Linder, Pierre Bressol, Léon Durac, Georges Vinter.
- 1912: Max émule de Tartarin, de Max Linder con Max Linder, Stacia Napierkowska.
- 1912: Max escamoteur (Le succès de la prestidigitation), de Max Linder con Max Linder, Stacia Napierkowska.
- 1912: Max et son âne ou Max et l'âne jaloux, de Max Linder con Max Linder, Paulette Lorsy, Joé Dawson.
- 1912: Max et son chien Dick, de Max Linder con Max Linder, Jane Renouardt.
- 1912: Max et Jane veulent faire du théâtre (Max veut faire du théâtre), de René Leprince y Max Linder con Max Linder, Jane Renouardt, Henri Collen, Gabrielle Lange, Charles Mosnier.
- 1912: Max et la bonne à tout faire, de René Leprince y Max Linder con Max Linder.
- 1912: Max et la doctoresse, de Max Linder con Max Linder, Stacia Napierkowska.
- 1912: Max et la fuite, de gaz, de René Leprince y Max Linder con Max Linder, Jane Renouardt, Stacia Napierkowska, Georges Coquet.
- 1912: Max et l'inauguration, de la statue - Realizador desconocido con Max Linder.
- 1912: Max et l'entente cordiale (Entente cordiale), de Max Linder con Harry Fragson, Max Linder, Stacia Napierkowska y Jane Renouardt.
- 1912: Max et les femmes (Oh les femmes), de René Leprince y Max Linder con Max Linder, Suzy Depsy.
- 1912: Max jongleur par amour, de Max Linder con Max Linder.
- 1912: Max lance la mode, de René Leprince y Max Linder con Max Linder, Stacia Napierkowska, Jane Renouardt.
- 1912: Max Linder pratique tous les sports, de Max Linder con Charles, de Rochefort, Lucy d'Orbel, Max Linder.
- 1912: Max peintre par amour, de Max Linder con Max Linder, Stacia Napierkowska.
- 1912: Max, professeur, de tango, de Max Linder con Leonora, Max Linder.
- 1912: Max reprend sa liberté, de Max Linder con Max Linder, Delphine Renot, Jane Renouardt.
- 1912: Max veut grandir, de Ma Linder con Max Linder, Stacia Napierkowska, Jane Renouardt.
- 1912: Que peut-il avoir? ou Que peut-il arriver?  de Max Linder con Max Linder, Paulette Lorsy, Charles Mosnier.
- 1912: Le roman, de Max, de Max Linder con Max Linder,Lucy D'Orbel.
- 1912: Une idylle à la ferme (Idylle à la ferme), de Max Linder con Max Linder.
- 1912: Une nuit agitée, de Max Linder con Max Linder, Stacia Napierkowska, Jane Renouardt.
- 1912: Un mariage au téléphone, de Max Linder con Max Linder, Stacia Napierkowska, Jane Renouardt.
- 1912: Un pari original, de Max Linder con Max Linder, Paulette Lorsy, Joe Dawson.
- 1912: Voyage de noces en Espagne, de Max Linder con Max Linder, Stacia Napierkowska.
- 1912: Max a peur des chiens
- 1912: Max dans la garde robe
- 1912: Le succès de la prestidigitation
- 1912: Oh les femmes!
- 1912: La malle au mariage
- 1912: Le mal de mer
- 1912: Max et son domestique ou La vengeance du momestique.
- 1912: Max collectionneur de chaussures
- 1912: Max bandit par amour
- 1913: Le chapeau de Max, de Max Linder con Max Linder.
- 1913: Comment Max fait le tour du monde, de Max Linder con Max Linder, Lucy D'Orbel, Georges Gorby.
- 1913: Les débuts d'un yachtman, de Louis J Gasnier con Max Linder.
- 1913: Le duel de Max, de Max Linder con Max Linder, Pierre Palau, Charles, de Rochefort.
- 1913: Le hasard et l'amour, de René Leprince y Max Linder con Max Linder, Lucy D'Orbel, Georges Gorby.
- 1913: Le mariage forcé, de Max Linder con Max Linder.
- 1913: Max à Monaco, de Max Linder con Max Linder.
- 1913: Max a peur de l'eau, de Max Linder con Max Linder.
- 1913: Max asthmatique, de Max Linder con Max Linder, Lucy D'Orbel, Georges Gorby.
- 1913: Max au couvent, de Max Linder con Max Linder.
- 1913: Max collectionneur de chaussures, de Max Linder con Max Linder, Georges Coquet.
- 1913: Max et le billet doux - Max et son billet, de Max Linder con Max Linder, Lucy D'Orbel, Georges Gorby.
- 1913: Max et l'inauguration de la statue, de René Leprince y Max Linder con Max Linder.
- 1913: Max fait de la photo, de Lucien Nonguet con Max Linder.
- 1913: Max fait des conquêtes, de Max Linder con Max Linder, Lucy D'Orbel, Georges Gorby.
- 1913: Max jockey par amour, de René Leprince y Max Linder con Max Linder, Henri Collen, Georges Gorby, Stacia Napierkowska.
- 1913: Max n'aime pas les chats, de Max Linder con Max Linder.
- 1913: Max toréador, de Max Linder con Max Linder, Stacia Napierkowska.
- 1913: Max virtuose, de Max Linder con Max Linder, Lucy d’Orbel, Georges Gorby, Charles Mosnier, Jacques Vandenne, Georges Coquet,Gabrielle Lange,Georges Gorby.
- 1913: Le rendez-vous, de Max, de Max Linder con Max Linder.
- 1913: La rivalité de Max, de Max Linder con Max Linder, Charles, de Rochefort.
- 1913: La ruse de Max, de Max Linder con Max Linder.
- 1913: Un enlèvement en hydro aéroplane, de Max Linder con Georges Coquet, Lucy d'Orbel, Max Linder, Andrée Marly, Jules Védrines.
- 1913: Un mariage imprévu, de Max Linder con Max Linder, Lucy D'Orbel, Georges Gorby.
- 1913: Les vacances de Max (Max part en vacances), de Max Linder con Max Linder, Lucy d'Orbel, Georges Gorby, Gaby Morlay.
- 1913: Max et le rendez-vous
- 1913: Max et la nuit de terreur
- 1913: Max assassin
- 1913: Max se mésallie
- 1913: Max fiancé
- 1913: La ruse de Max
- 1913: Qui a tué Max?
- 1914: L’anglais tel que Max le parle, de René Leprince y Max Linder con Max Linder.
- 1914: Max soldat - Le 02 Août 1914, de René Leprince y Max Linder con Max Linder, René Leprince.
- 1914: Les escarpins de Max, de Max Linder con Max Linder, Georges Gorby, Georges Coquet.
- 1914: L’idiot qui se croit Max, de Roméo Bosetti y Lucien Nonguet con Max Linder, Roméo Bosetti.
- 1914: Max dans les airs (Max aviateur), de René Leprince y Max Linder con Max Linder, Gaby Morlay, Jules Védrines.
- 1914: Max décoré, de René Leprince y Max Linder con Max Linder.
- 1914: Max et le bâton de rouge, de Max Linder con Max Linder.
- 1914: Max et le commissaire, de Max Linder con Max Linder, Jacques Vandenne, Georges Gorby.
- 1914: Max et le sac, de René Leprince y Max Linder con Max Linder.
- 1914: Max illusionniste, de René Leprince y Max Linder con Max Linder, Lucy D'Orbel, Jacques Vandenne, Georges Gorby.
- 1914: Max maître d'hôtel, de René Leprince y Max Linder con Max Linder.
- 1914: Max et le mari jaloux (Jalousie), de René Leprince y Max Linder con Max Linder.
- 1914: Max pédicure, de René Leprince y Max Linder con Max Linder, Lucy D'Orbel, Georges Gorby, Gabrielle Lange.
- 1914: Max sauveteur - La médaille de sauvetage, de René Leprince y Max Linder con Max Linder.
- 1914: N'embrassez pas votre bonne, de Max Linder con Paulette Lorsy, Max Linder.
- 1915: Max coiffeur par amour, de Max Linder con Max Linder.
- 1915: Max et l'espion, de René Leprince y Max Linder con Max Linder.
- 1915: Max et le sac, de René Leprince y Max Linder con Max Linder.
- 1915: La tulipe merveilleue
- 1916: Max entre deux feux, de Max Linder con Max Linder.
- 1916: Max et la Main-qui-étreint (Max victime de ma Main-qui-étreint), de Max Linder con Henri Collen, Max Linder.
- 1916: Max médecin malgré lui, de Max Linder con Max Linder.
- 1916: C'est pour les orphelins - Filme de propaganda, de Louis Feuillade.
- 1917: Max devrait porter des bretelles, de René Leprince y Max Linder con Max Linder.

En EE.UU. :
- 1917: Max Comes Across (Max part en Amérique), de Max Linder con Max Linder, Martha Mansfield, Ernest Maupain.
- 1917: Max in a Taxi (Max et son taxi), de Max Linder con Max Linder, Martha Mansfield.
- 1917: Max Wants a Divorce (Max se divorcia), de Max Linder con Max Linder, Francine Larrimore, Martha Mansfield.
- 1921: Be my wife (Sé mi esposa), de Max Linder.
- 1921: Seven Years Bad Luck (Siete años de mala suerte), de Max Linder con Max Linder, Thelma Percy,Alta Allen, Betty K Peterson (Betty Peterson), Lola Gonzales, Harry Mann, Chance Ward, Ralph Mc Cullough, Hugh Saxon, C E Anderson (Cap Anderson), F B Crayne.
- 1922: The Three Must-Get-Theres (L’étroit mousquetaire), de Max Linder con Max Linder, Bull Montana, Frank Cooke, Caroline Rankin, Jobyna Ralston, Jack Richardson, Charles Mezzetti, Clarence Wertz, Fred Cavens, Harry Mann,J ean, de Limur, Al Cooke.

En Francia :
- 1919: Le petit café, de Raymond Bernard, con Max Linder, Henri Debain, Wanda Sylvano, Armand Bernard, Flavienne Mérindol, André Barelly, Halma, Jean Joffre.
- 1920: Le feu sacré, de Henri Diamant-Berger con Max Linder, Flavinne Mérindol, Halma.
- 1923: Au secours ! de Abel Gance con Max Linder, Gina Palerme, Jean Toulout, Gaston Modot.

En Austria :
- 1924: Der Zirkuskönig - Clown aus liebe (Le roi du cirque), de Max Linder y Edouard Emile Violet con Vilma Banky, Eugen Burg, Viktor Franz, Kurt Kasznar, Max Linder, Julius von Szöreghy.

En Francia:
- 1925 Chevalier Barkas, de Max Linder con Max Linder (Filme inacabado)